# Weinbergen (Winniki)
Weinbergen (ukr. Вайнберґен) – dawna kolonia józefińska, następnie wieś, od 1933 część miasta Winniki (ukr. Винники) na Ukrainie w rejonie lwowskim obwodu lwowskiego. Leżała na północ od Winnik właściwych, wzdłuż współczesnej ulicy Halickiej.
Dawniej duża mieszana luterańsko-reformowana kolonia niemiecka, założona w 1785 roku. Własność stypendycyjnej fundacji Głowińskiego, w 1880 roku liczyła 675 mieszkańców (w 75 domach) w składzie: 428 Niemców, 206 Polaków i 40 "Russkich"; posiadała prywatną szkołę ewangelicką oraz filiał ewangelicki. 
W II Rzeczypospolitej początkowo gmina jednostkowa w powiecie lwowskim województwie lwowskim. W 1921 liczba mieszkańców gminy Weinbergen wynosiła 718, która składała się ze wsi Weinbergen (663 mieszkańców) i przysiółka Unterbergen (55 mieszkańców). W związku z reformą administracyjną kraju w latach 1930., gminę Weinbergen zniesiono 1 kwietnia 1933, włączając ją do Winnik (same Winniki funkcjonowały jako gmina miejska od 1 stycznia 1924, lecz status miasta otrzymały dopiero 20 października 1933, czyli po powiększeniu ich o Weinbergen).
Po II wojnie światowej wraz z Winnikami weszły w struktury ZSRR (Ukraińskiej SRR).